# 봉급날
《봉급날》은 퍼스트네셔널 픽처스에서 1922년에 제작된 미국의 단편 영화이다. 찰리 채플린이 감독, 제작, 각본을 담당하였고 이 영화는 찰리 채플린의 마지막 단편 영화이다.

## 줄거리
찰리는 벽돌을 나르는 건설 노동자이다. 그는 벽돌을 같고 여러 묘기를 보이고 건설 현장에서는 엘리베이터로 여러 일이 벌어진다. 마침내 봉급을 받고 동료들과 술 마시는데 쓴 찰리는 여러 소동을 겪은 후에 간신히 집에 들어온다. 그러나 집에는 그를 쫓아 내려는 아내만 있다. 결국 찰리는 다시 일을 하러 나선다.

## 캐스팅
- 찰리 채플린 - 노동자
- 필리스 앨런 - 노동자의 부인
- 맥 스웨인 - 건설 감독
- 에드나 퍼바이언스 - 건설 감독의 부인
- 시드니 채플린 - 찰리의 친구 / 간이 식사 카트 주인
- 앨버트 오스틴 - 일꾼
- 존 랜드 - 벽돌 던지는 일꾼
- 로열 언더우드 - 수염 기른 일꾼 / 술취한 동료
- 헨리 버그만 - 일꾼 / 술취한 동료
- 앨런 가르시아 - 술취한 동료 / 경찰